# Cally Monrad
Ragnhild Caroline (Cally) Monrad 31 juli 1879 i Gran, Kristians amt (nuvarande Oppland fylke), död den 23 februari 1950, var en norsk sångerska.Hon var sondotter till Marcus Jacob Monrad.

## Biografi
Prästdottern Monrad var elev till W. Kloed och debuterade 1899 framgångsrikt på en konsert i Oslo. Hon fortsatte därefter sina studier i Dresden för Clementine von Schuch-Proska. och gjorde omfattande turnéer som romanssångerska i de skandinaviska länderna. Hon väckte entusiasm, inte minst i Sverige och Tyskland. Karl Vilhelm Hammer ger följande omdöme i Nordisk Familjebok: "Rösten eger mycken jämnhet och vacker klangfärg, hennes romansföredrag bäres af intensiv lyrisk glöd och säker gestaltningsförmåga". 
Som dramatisk sångerska uppträdde hon första gången 1903 på Nationaltheatret i Kristiania i Humperdincks Hans och Greta. Senare sjöng hon huvudroller i Carmen, Orfeus och Eurydike, Madama Butterfly, La Bohème, Pajazzo med flera operor i Norge och gästspelade på Kungliga Teatern i Stockholm och hovoperan i Berlin, där hon 1909 även fick fast engagemang.
29 oktober 1940 blev Monrad medlem av Quislings nazistparti Nasjonal Samling. År 1942 blev hon chef för Det Norske Teatret i Oslo, men avsattes 1945 på grund av sitt samarbete med den tyska ockupationsmakten.

## Diskografi (i urval)
- 1905 – Jeg elsker dig (Edvard Grieg)
- 1905 – Det første møte (Edvard Grieg)
- 1907 – Solveigs sang (Edvard Grieg)
- 1914 – Bøn (Agathe Backer-Grøndahl)
- 1914 – Sidste reis (Eyvind Alnæs)

## Filmografi
- 1929 – Laila